# 対南工作
対南工作（たいなんこうさく、朝鮮語: 대남공작 / 對南工作）は、朝鮮民主主義人民共和国（以下、北朝鮮）が大韓民国（以下、韓国）に対して行う政治的、軍事的、あるいは思想的な工作活動を指して用いる言葉。

## 概要

### 工作部隊の設立
東北抗日聯軍など抗日パルチザンの金日成らソビエト連邦に支援されて成立した北朝鮮は、国家の創設期にすでに南進を計画しており、1950年の朝鮮戦争に至ったが、目標を徹せずに1953年に停戦した。1955年4月の朝鮮労働党中央委員会において金日成は、「すべての力を祖国の統一独立と共和国北半部における社会主義建設のために」と題する発表を行った。これは従来採用されていた、軍による南進統一路線を転換するもので、住民が自ら革命を起こすための工作を行うことを目的としており、のちに、レーニンの「四月テーゼ」にならって4月テーゼとして知られるようになった。
一方、韓国では1960年の四月革命によって成立した第二共和国体制下において、北朝鮮との融和の気運が高まっていた。この情勢を憂慮した韓国軍一部幹部による1961年の5・16軍事クーデターの成功以後、国家再建最高会議による軍事政権下では逆に反共主義への傾斜が強まり、続く第三共和国においてもこれは踏襲された。この情勢変化により、韓国人による革命的民主主義の実現が遠のいたため、4月テーゼに基づいて、1966年5月に特殊作戦を専門に行う第283部隊を総参謀部偵察局に新設した。その後、内部の粛清を終えた後に組織が再編され、1967年8月12日に283部隊は第124部隊となった。
なお、1966年以降に北緯38度線で銃撃戦が発生し、第二次朝鮮戦争を予感させていたが、ソ連は、これらの衝突の原因を作っているのは北朝鮮であると分析していた。ソ連は1961年に北朝鮮と軍事同盟を締結しており、南北の衝突によってアメリカとの直接戦争となることを非常に恐れた。

### 作戦の失敗
1968年1月21日、124部隊31人が軍事境界線を越えて南進、朴正煕大統領と閣僚の殺害による民衆革命の実現を目指したが失敗、韓国軍による掃討の結果、1名が逮捕、27名が射殺され、1名が自爆、2名が重傷を負いながらも境界線を越えて帰還した。韓国側は官民合わせて68名が死亡した（詳細は青瓦台襲撃未遂事件を参照）。1月23日にはアメリカの情報収集船「プエブロ号」を北朝鮮が拿捕するプエブロ号事件が発生して戦争の危機となったが、ベトナム戦争で疲弊していたアメリカは交渉の道を選び、激怒していた朴正煕の北進要求を却下した。
一触即発の危機によって124部隊の手法が疑われたが、再度の機会を与えられた。同年11月1日、124部隊はおよそ120名で東海岸の江原道三陟（サンチョク）と慶尚北道蔚珍（ウルチン）に上陸し、住民の思想改造による撹乱工作を行おうとしたが、住民に通報されて失敗し、5名が逮捕、2名が自首し、他は全て射殺された。
1969年1月の朝鮮人民軍大会で、2度の失敗を責められた対南工作担当者が解任され、軍指導部も粛清された。124部隊は再度改編され、第8特殊軍団となった。この後、偵察や情報収集、破壊工作、暗殺を基本任務とする第8特殊軍団は、北朝鮮の特殊部隊の代名詞となるが、とりたてて大きな活動は行っていない。むしろ、その後に大事件を行うのは偵察局であった。偵察局の工作員は、韓国に長期間滞在して活動することはほとんど無く、潜水艦や工作船で潜入し、アメリカ軍や韓国軍の情報収集を行って、すばやく帰還する。
1996年9月には、小型特殊潜水艦により江陵に26名の偵察局工作員が上陸、後に発覚し銃撃戦に発展した、いわゆる江陵浸透事件が発生している。工作員らは49日間の間逃走し、韓国軍は延べ150万人を動員した。工作員24名が射殺ないし自決により死亡を確認され、1名は逮捕、1名は行方不明となった。この間、韓国軍人13名、民間人6名が死亡している。
対南浸透・侵入用と見られる地下トンネル（いわゆる南侵トンネル）が、非武装地帯（DMZ）付近に少なくとも4本見つかっている。この他にも未発見のトンネルがあると見られている。

## 南北衝突の歴史
- 1953年7月27日 - 朝鮮戦争休戦。
- 1958年2月16日 - 滄浪号ハイジャック事件が発生。
- 1965年7月5日 - 臨津江と漢江との合流点で、干潟に乗り上げ放棄された小型のミニ潜水艇を発見、押収した。
- 1966年1月 - 北朝鮮魚雷艇が韓国漁船を襲撃。
- 1966年11月 - 軍事境界線で両軍が衝突。
- 1967年4月 - 軍事境界線で両軍が再衝突。
- 1967年5月22日 - 米軍のクオンセット兵舎2棟が梱包爆薬により爆破され、2名が死亡。工作員は9箇所の米軍哨所を突破し逃走。
- 1967年7月8日 - 東ベルリン事件が発生。
- 1967年8月28日 - 9～10人の武装ゲリラがＤＭＺ南方700ｍの第76工兵大隊の施設を襲撃、施設から約400ｍの地点から自動小銃約3000発を乱射し、3名が死亡。
- 1967年9月5日、13日 - ＤＭＺ近傍で韓国の列車2本がＴＮＴ爆薬により爆破され、脱線。
- 1968年1月21日 - 青瓦台襲撃未遂事件（上記）が発生。
- 1968年1月23日 - プエブロ号事件（12月に捕虜返還）。
- 1968年4月14日 - 米兵ら6人を乗せたトラックが板門店に向かう途中、北朝鮮兵による伏撃に遭い4名が死亡。
- 1968年11月1日 - 工作員123名が東海岸に上陸し、5名が逮捕、2名が自首、他116名は射殺(蔚珍・三陟ゲリラ事件)。
- 1968年12月9日 - 李承福事件。11月1日上陸した工作員によって引き起こされた。
- 1969年3月16日 - 東海岸の江原道注文津に7名が上陸したが全員射殺。
- 1969年4月 - 日本海上で朝鮮人民軍がアメリカ軍偵察機を撃墜。
- 1969年12月10日 - 大韓航空機YS-11ハイジャック事件（北朝鮮は亡命と主張）。
- 1970年4月8日 - 3名がソウル北方の金村に侵入したが全員射殺。
- 1970年4月 - 韓国軍、北朝鮮砲艦を撃沈。
- 1970年7月27日 - 慶尚北道、盆徳港湾の東北17ｋｍの海上で50㌧級浸透艇を発見、追跡の末、撃沈。

緊張を続けた南北両国だったが、1970年7月の在韓米軍削減通告によって一挙に雪解けし、1971年に北朝鮮が統一会談を提案したことから、南北赤十字予備会談、首相級会談、赤十字本会談を行うなど、緊張が緩和された。金日成は「高麗民主連邦共和国」構想を提案し、北朝鮮は世界保健機関にも加盟した。しかし、朴正煕が金大中事件（1973年）をはじめ、国内の民主化運動を弾圧すると、再び緊張関係となる。
- 1971年6月1日 - 全羅南道、新安群、小黒山島の南西120ｋｍの黄海上で70㌧級浸透艇を発見、韓国海軍及び空軍による追跡の後、工作員15名を射殺。
- 1973年4月17日 - 韓国警備当局が京畿道・漣川北方のＤＭＺを横断中の工作員2名を発見し射殺。
- 1974年5月20日 - 全羅南道南方の小島に数名が上陸し、1名が射殺されるが他は不明。
- 1974年7月2日 - 釜山東南11km 以内に侵入して来た浸透艇を発見、交戦の後、撃沈。
- 1974年8月15日 - 朴正煕大統領を在日朝鮮人文世光が狙撃、朴正煕大統領夫人を射殺、韓国側警護の流れ弾で合唱団員が死亡（文世光事件）。
- 1974年11月 - 韓国側が軍事境界線の近くで地下トンネルを発見。北朝鮮の「南侵トンネル」とする。
- 1975年9月11日 - 全羅北道の西海岸に2名が上陸し、1名が射殺。
- 1976年6月19日 - 軍事境界線の中部戦線を武装兵3名が越境し、全員射殺。
- （1976年8月 - 板門店でポプラ事件）
- （1978年8月 - 米韓合同軍事演習によって南北間緊張。79年3月に第二回合同演習）
- 1979年7月21日 - 慶尚南道南海岸の三千浦沖合いに侵入した工作船が撃沈、8名が射殺。
- 1979年10月11日 - 軍事境界線の東部戦線を3名が越境し、1名が射殺。
- （1979年10月 - 大韓民国中央情報部長官が朴大統領を殺害）
- （1980年2月 - 南北次官級会談）
- 1980年3月27日 - 3名が軍事境界線を越えて江原道金化に侵入し、1名が射殺。
- 1980年5月21日 - 忠清南道西海岸の大川沖合いに侵入した工作船が撃沈、1人が逮捕、9人が射殺（逮捕された金光賢は作戦部に所属し、工作員を往復させて韓国人を拉致したと証言）。
- 1980年11月3日 - 全羅南道南沖合いの横看島に3名が上陸し、全員射殺。
- 1980年12月1日 - 慶尚南道の南海岸に3名が上陸し、全員射殺。輸送した工作船は撃沈。
- 1981年6月21日 - 韓国中部西海岸沖にて（正確な場所は不明）工作船一隻が韓国領海内に侵入、韓国海軍の追跡の末撃沈、工作員8名が死亡、1名が逮捕。
- 1981年6月29日 - 臨津江から1名が上陸、京畿道全谷に侵入し、7月4日に射殺。
- 1982年5月19日 - 東海岸江原道の巨津に2名が上陸し、1名が射殺され、1名は案内員と逃亡。
- 1983年6月19日 - 3名が軍事境界線を越えてソウル北方のパジュに侵入し、全員射殺。
- 1983年8月5日 - 慶尚北道の月松沖に侵入した工作船が、韓国警備艇に追い詰められ自爆。潜水服を着た3名の遺体を発見。
- （1983年9月 - 大韓航空機撃墜事件）
- 1983年10月9日 - ラングーン事件。韓国閣僚4名を含む17名を殺害、47名が重軽傷を負うが、全斗煥大統領は到着直前で無傷。ビルマ警察の掃討作戦により工作員2名逮捕、1名死亡。
- 1983年12月3日 - 釜山に近い多大浦に3名が上陸し、2名が逮捕、1名が射殺。輸送した工作船は撃沈。
- （1984年11月 - 板門店でソ連大学生亡命事件）
- 1986年8月 - 38度線で両軍が交戦。
- 1987年11月 - 大韓航空機爆破事件。工作員2名が逮捕され、1名は服毒自決。

1988年のソウルオリンピック成功以来、東欧諸国が韓国と国交樹立、次いで冷戦終結、東欧革命、韓国ソ連国交樹立、中韓国交樹立など次々に緊張が緩和。南北も接近し、国連に同時加盟、北朝鮮のIAEAの査察に合意したが、やがて対立に転じ、1993年にNPT脱退を宣言して、クリントンのアメリカと対立する。しかし、1994年の外交工作によって衝突は回避、戦争の危機を感じたアメリカは北朝鮮融和へと動く（北朝鮮核問題）。
- 1992年5月22日 - 3名が軍事境界線を越えて江原道の鉄原に侵入し、全員が射殺。
- 1992年10月17日 - 3名が軍事境界線を越えてソウル北方のパジュに侵入し、1名が射殺。
- 1993年3月 - 米韓合同大演習「チームスピリット93」を行い、北朝鮮に圧力。
- 1993年3月 - 北朝鮮がNPT脱退宣言（外交交渉によって6月に撤回）。
- 1993年5月 - ミサイル「ノドン」発射。
- 1994年2月 - 北朝鮮がIAEAの査察を拒否したため制裁を決定。
- 1994年6月 - 米朝核開発凍結に合意。
- （1994年7月 - 金日成死去）
- 1994年11月 - 米朝枠組み合意。
- 1995年3月 - 朝鮮半島エネルギー開発機構（KEDO）発足。核問題の一応の決着。
- 1995年10月17日 - 臨津江を潜水服で渡った3名が上陸したところ、1名が射殺、2名が逃亡。
- 1996年9月15日 - 江陵浸透事件が発生。東海岸江原道の江陵にサンオ級潜水艦で侵入、9月18日に上陸兵を回収しに来た同潜水艦が座礁。身動きが取れなくなった工作員達は、潜水艦を爆破した後に全員逃走。乗務員と思われる11名は近くの墓地で射殺体で発見された他、11月7日の掃討作戦終了までに1名が逮捕、13名が射殺、1名が行方不明となった。また、工作員は韓国の住民6名を殺害した。掃討作戦に延べ150万名の韓国軍・警察が動員され、戦闘で8名、事故と誤射で5名が死亡した。
- 1998年6月22日 - 東海岸に侵入を試みたユーゴ級潜水艦が、サンマ漁の網にかかり航行不能となる。6月23日に韓国警備艇が曳航するが、6月24日に自沈。船内から乗員5名の射殺体と、自決した4名の工作員を発見。
- 1998年8月 - ミサイル「テポドン」発射。
- 1998年12月18日 - 南海岸の全羅南道麗水市付近に半潜水艇が侵入し、欲知島（慶尚南道）沖合いで韓国警備艇が撃沈。（1999年1月22日と3月17日に船体を引き揚げ。）
- 1998年 -]大統領が太陽政策開始。
- 1999年6月 - 第1延坪海戦が発生。北朝鮮艦艇が西海岸の北方限界線を越えて侵入、9日間に亘って航行を続けたため韓国軍と交戦。北朝鮮側数隻が撃沈、韓国側も破損、炎上。
- 1999年？月 - 民族民主革命党スパイ事件が発生。
- 2000年6月 -  金大中・金正日の南北首脳会談が実現。一時的に融和ムードが高まる。
- 2001年9月11日 - アメリカ同時多発テロ事件。以降米大統領ブッシュがテロ支援国家に厳しい姿勢を示し、北朝鮮側も態度硬化。
- 2002年6月 - 第2延坪海戦（西海交戦）が発生。北朝鮮艦艇が北方限界線を越えて侵入。黄海で南北両軍が交戦。
- 2006年10月7日 - 非武装地帯の江原道華川付近で北朝鮮兵5名が越境、韓国軍の威嚇射撃などを受け、約1時間余りで撤退。
- 2009年11月10日 - 大青海戦発生。黄海の海上（大青島の東側海域）にて北朝鮮の警備艇1隻が韓国側海域に侵入、南北両軍が約2分間に亘り交戦し、北朝鮮側の船艦が破損、北朝鮮兵1名が死亡したと見られる。
- 2010年3月26日 - 天安沈没事件発生。黄海の海上（ペンニョン島沖）にて韓国海軍哨戒艦「天安」が沈没、乗組員106名中、40名が死亡、6名が行方不明。5月20日、軍と民間の合同調査団が、北朝鮮による魚雷攻撃を受けて沈没したとする調査結果を発表した。
- 2010年4月20日 - 韓国国家情報院とソウル中央地検公安1部が韓国国内にて元朝鮮労働党書記、黄長燁の暗殺を企てていた人民武力部偵察局所属のキム・ミョンホ少佐(36)とトン・チョングァン少佐(36)の2名を逮捕した。2人は2009年11月に中国吉林省延辺の朝鮮族居住地域に入り、現地の偵察局連絡所で北朝鮮の政府関係者に会い、携帯電話や工作資金などを受け取り、その後、脱北者を装い現地の脱北ブローカーに接触し、タイ王国の首都バンコクに渡っており、現地の警察に逮捕され、強制追放の形で今年1月と2月に韓国へ入国していた。又、逮捕された2人以外にも黄長燁氏の暗殺を狙っている工作員が潜伏している可能性が高いと見られていた。10月10日に黄長燁は自宅の浴室で病死した。
- 2010年11月23日 - 延坪島砲撃事件発生。
- 2014年12月19日  - 韓国統合進歩党に解散命令。